# Nikolaj Valujev
Nikolaj Sergejevitj Valujev (ryska Николай Серге́евич Валуев), född 21 augusti 1973 i Leningrad, Ryska SFSR, Sovjetunionen, är en rysk före detta professionell tungviktsboxare. 
Valujev var världsmästare i tungvikt under två perioder (för WBA), 2005–2007 och 2008–2009, och är känd som den längsta och tyngsta världsmästaren i boxning genom alla tider.

## Boxningskarriär
Valujev är tidernas, till storleken, störste toppboxare. Han är 213 centimeter lång och brukade väga runt 145 kg inför sina matcher. På grund av detta kallades han under en stor del av karriären i marknadsföringssyfte för The Beast from the East; själv föredrog han det mer positivt klingande The Russian Giant.
Efter sin debut som professionell boxare år 1993 radade Valujev upp 46 raka vinster, varav 33 på knockout. Han vann matchen om WBA-titeln mot John Ruiz 17 december 2005 och försvarade därefter framgångsrikt sin titel vid tre tillfällen. Han förlorade titeln med knapp poängmarginal till Ruslan Tjagajev 14 april 2007.
Efter att WBA-titeln blivit vakant vann Valuejev den ännu en gång; på poäng mot John Ruiz i augusti 2008. Valujev besegrade sedan Evander Holyfield (också det en poängseger) i sitt första titelförsvar innan han 7 november 2009 i Nürnberg, Tyskland förlorade titeln till David Haye som vann ett majoritetsbeslut efter 12 ronder. Matchen blev den då 36-årige Valujevs sista som nu lade handskarna på hyllan för gott.

## Boxningsstil
Kritiker har hävdat att Valujev saknade teknik och istället var en slugger som utnyttjar sin räckvidd och styrka. I takt med Valujevs fortsatta framgångar blev det tydligt att han ändå var en kapabel boxare. I matchen mot Ruslan Tjagaev var dock denne en både snabbare och tekniskt skickligare boxare, vilket Valujev inte lyckades kompensera med sitt fysiska övertag. 

## Utanför ringen
I det ryska valet i december 2011 blev Valuev invald till den ryska riksdagen, duman, genom partiet Enade Ryssland.
Samma år blev Valujev också general manager för Rysslands herrlandslag i bandy och vice ordförande i Ryska bandyförbundet. Bland uppgifterna ingår att utveckla bandyn i Ryssland.

### Webbsidor
- Valujev på boxrec.com